# Takeda Katsuyori
Takeda Katsuyori (Japans: 武田勝頼) (1546 - 3 april 1582) was een Japanse daimyo tijdens de Sengoku-periode. Hij was hoofd van de Takeda-clan en opvolger van de legendarische krijgsheer Takeda Shingen. Katsuyori was de vierde zoon van Shingen. Zijn moeder was een dochter van Suwa Yorishige. Hij had meerdere zonen waaronder Takeda Nobukatsu en Katsuchika.
Katsuyori, eerder bekend als Suwa Shiro Katsuyori (諏訪四郎勝頼), werd hoofd van zijn moeders Suwa-clan en verkreeg kasteel Takato om zijn domein te besturen. Na de dood van zijn oudste broer Takeda Yoshinobu, werd Nobukatsu, een zoon van Katsuyori, erfgenaam van de Takeda-clan, waarmee Katsuyori feitelijk de macht in handen kreeg. Hij leidde de familie na de dood van Shingen en vocht tegen Tokugawa Ieyasu te Takatenjin in 1574 en te Nagashino in 1575. Hij veroverde Takatenjin, wat zijn vader indertijd niet gelukt was. Hiermee wist hij de steun van de Takeda-clan te krijgen. Te Nagashino kreeg hij echter een enorme nederlaag te verduren en hij verloor zowel een groot deel van zijn troepen als zijn generaals. Acht van de bekende Vierentwintig generaals kwamen om in deze slag.
De relatie met de Hojo-clan werd verstoord toen hij Uesugi Kagekatsu hielp tegen Uesugi Kagetora, de zevende zoon van Hojo Ujiyasu en erfgenaam van Uesugi Kenshin.
Hij verloor Takatenjin in 1581 en dit leidde ertoe dat clans zoals de Kiso en de Anayama hem niet langer steunden. Zijn troepen werden definitief verslagen door de gecombineerde legers van Oda Nobunaga en Tokugawa Ieyasu in de slag bij Temmokuzan in 1582. Katsuyori en zijn zoon Nobukatsu pleegden vervolgens zelfmoord.